# Barth van Eeten
Barth van Eeten is wethouder voor GroenLinks met portefeuille sociale zaken en duurzaamheid in de gemeente Lingewaard. 
Hij was tussen 2006 en 2010 wethouder in Arnhem. Als wethouder was hij daar verantwoordelijk voor welzijn, zorg, de wet maatschappelijke ondersteuning, inburgering en integratie en wijkgericht werken.
Tussen 2004 en 2006 was hij wethouder in Waalwijk. Hij was verantwoordelijk voor huisvesting, gezondheidszorg, onderwijs en cultuur. Daarvoor was hij gemeenteraadslid in Waalwijk en Provinciale Statenlid in Noord-Brabant. Eerder was hij directeur van het middelbaar beroepsonderwijs in 's-Hertogenbosch.